# سلفادور سانشيز بونس
سلفادور سانشيز بونس (بالإسبانية: Salvador Sánchez Ponce)‏ (30 مارس 1991 بشلوقة في إسبانيا - ) هو لاعب كرة قدم إسباني في مركز الوسط. لعب مع نادي قادش.

## وصلات خارجية
- سلفادور سانشيز بونس على موقع قاعدة بيانات كرة القدم.إي يو (الإنجليزية)
- سلفادور سانشيز بونس على موقع Soccerway.com (الإنجليزية)
- سلفادور سانشيز بونس على موقع AS.com (الإسبانية)